# Jim Buttress
Jim Buttress ist ein 300 m hoher Felsvorsprung auf der Adelaide-Insel westlich der Antarktischen Halbinsel. Er ragt im Scotland Edge auf halbem Weg zwischen dem westlichen Ende des Stork Ridge und dem Badger Buttress auf der Wright-Halbinsel auf.
Luftaufnahmen entstanden zwischen 1956 und 1957 bei der Falkland Islands and Dependencies Aerial Survey Expedition. Die Mannschaft des British Antarctic Survey auf der Rothera-Station benannte ihn 2004 nach James T. Kirk, Kapitän des Raumschiffs Enterprise aus der gleichnamigen zwischen 1966 und 1969 produzierten US-amerikanischen Fernsehserie.